# Ильюхов, Александр Антонович
Алекса́ндр Анто́нович Ильюхо́в (28 июня 1947, посёлок Дубровка, Брянская область, СССР — 23 октября 2021, Москва, Россия) — советский и российский историк. Доктор исторических наук (1999), профессор (2000).

## Биография
Родился 28 июля 1947 года в посёлке Дубровка Брянской области. 
Окончил среднюю школу.
В 1967 году окончил историко-филологический факультет Смоленского государственного педагогического института. 
Был направлен на комсомольскую работу. Участвовал в освоении целинных и залежных земель. 
По возвращении в Смоленск стал преподавать историю в Смоленском филиале Московского энергетического института. 
В 1975 году в Ленинградском государственном педагогическом институте имени А. И. Герцена защитил диссертацию на соискание учёной степени кандидата исторических наук по теме «Рабочие Смоленской и Тверской губернии в годы гражданской войны и иностранной военной интервенции. 1918-1920 гг.» (специальность 07.00.02 — история СССР). 
В 1976 году стал доцентом Смоленского государственного педагогического института. 
В 1995—1997 годах заведовал кафедрой Смоленского института усовершенствования учителей.
В 1999—2001 годах был проректором Смоленского государственного института искусств.
В 1999 году защитил диссертацию на соискание учёной степени доктора исторических наук по теме «Политика советской власти в сфере труда 1917–1929 гг.» (специальность 07.00.02 — Отечественная история).
В 2000 году присвоено учёное звание профессора. 
В 2001 году переехал в Москву, где вплоть до своей смерти был профессором в Государственном университете управления. 
Умер 23 октября 2021 года, похоронен на Кузьминском кладбище Москвы.

## Научная деятельность
Опубликовал в общей сложности более 250 научных работ об истории Советского Союза 1920—1930-х годов, истории Смоленщины, по вопросам социально-экономической истории. Среди них — 10 монографий. Входил в диссертационные советы Смоленского и Брянского государственных университетов, Государственного университета управления.

## Научные труды

### Монографии
- Ильюхов А. А. Политика Советской власти в сфере труда (1917-1922 гг.). — Смоленск, 1998. — 270 с. ISBN 5-88018-139-1
- Ильюхов А. А. Революция 1917 года на Смоленщине: хроника событий. — Смоленск : Смоленское областное издательство "Смядынь", 2007. — 335 с. ISBN 5-87210-169-4
- Ильюхов А. А. Жизнь в эпоху перемен: материальное положение городских жителей в годы революции и Гражданской войны. — М.: РОССПЭН, 2007. — 263 с. (Социальная история России XX века). ISBN 978-5-8243-0828-0
- Ильюхов А. А., Костриков С. П. Государственный университет управления. 1919-2009. — М.: ГУУ, 2009. — 310 с. ISBN 978-5-215-02112-5
- Ильюхов А. А. Как платили большевики: политика советской власти в сфере оплаты труда в 1917-1941 гг. - М.: РОССПЭН, 2010. — 415 с. (История сталинизма). ISBN 978-5-8243-1335-2
- Ильюхов А. А. Организация труда в Советском государстве (1917-1930 гг.): монография / М-во образования и науки Российской Федерации, Федеральное гос. образовательное бюджетное учреждение высш. образования "Гос. ун-т упр.". — М.: ГУУ, 2016. — 193 с. ISBN 978-5-215-02812-4 : 500 экз.
- Ильюхов А. А., Костриков С. П., Костриков С. С. Государственный университет управления в годы Великой Отечественной войны (1941-1945) / М-во образования и науки Российской Федерации, Федеральное гос. бюджетное образовательное учреждение высш. образования "Гос. ун-т упр.". — М.: ГУУ, 2016. — 31 с. ISBN 978-5-215-02824-7 : 500 экз.
- Ильюхов А. А. Советская коалиция: ноябрь 1917 — июль 1918 г.: монография / Министерство образования и науки Российской Федерации, Федеральное государственное бюджетное образовательное учреждение высшего образования "Государственный университет управления". — М. : Гос. ун-т управления, 2017. — 524 с. ISBN 978-5-215-02965-7 : 500 экз.
- Ильюхов А. А., Костриков С. П., Костриков С. С. Самый первый… Государственный университет управления. 100 лет истории. — М.: Дашков и К°, 2019. — 367 с. ISBN 978-5-394-03607-1 : 500 экз.
- История России: коллективная монография: в 4 томах / под ред. д-ра ист. наук, проф. Н. А. Омельченко. Т. 4: Образование, развитие и распад Советского Союза. Российская Федерация в 1990-е годы. Т. 4 / О. Ю. Яхшиян, А. А. Ильюхов, Е. С. Карсанова и др.; отв. ред. канд. ист. наук, доц. О. Ю. Яхшиян. — М.: ИНФРА-М, 2018. — 619 с. ISBN 978-5-16-014755-0

### Учебные издания
- Ильюхов А. А. История управленческого образования в России : учебное пособие по дисциплине специализации специальности "Менеджмент организации". Ч. 2: Государственный университет управления - основоположник управленческого образования в России (1919-2009 гг.). / Федеральное агентство по образованию, Гос. образовательное учреждение высш. проф. образования "Гос. ун-т упр.", Ин-т гос. упр. и права. — М.: Государственный университет управления, 2009. — 162 с. ISBN 978-5-215-02213-9
- Ильюхов А. А., Корчагова М. Н., Крейс В. В. Отечественная история IX-XX вв. : учебно-практическое пособие для студентов всех специальностей / Федеральное агентство по образованию, Гос. образовательное учреждение высш. проф. образования "Гос. ун-т упр.", Ин-т гос. упр. и права. — М.: Гос. ун-т упр., 2009. — 192 с. ISBN 978-5-215-02107-1
- Ильюхов А. А. Социально-экономические и политические преобразования в советском государстве в 20-30-е годы XX века : учебно-практический модуль. — М.: ГУУ, 2010. — 42 с. ISBN 978-5-215-02199-6
- Ильюхов А. А. Советский Союз в послевоенное двадцатилетие (1946-1965 гг.) : учебно-практический модуль для бакалавров всех направлений подготовки / М-во образования и науки Рос. Федерации, Гос. ун-т упр., Ин-т гос. упр. и права. — М.: ГУУ, 2012. — 43 с. ISBN 978-5-215-02408-9
- Ильюхов А. А. Социально-экономическое и общественное развитие СССР в 1960-1980-Е гг.: учебно-практическое пособие по учебной дисциплине "Отечественная история" для подготовки бакалавров по всем направлениям / М-во образования и науки Российской Федерации, Федеральное гос. бюджетное образовательное учреждение высш. проф. образования "Гос. ун-т упр.", Ин-т гос. упр. и права. — М.: ФГБОУ ВПО "Гос. ун-т упр.", 2014. — 56 с.
- Ильюхов А. А. Реформы и революции в России: исторические уроки: учебно-методическое пособие для подготовки бакалавров всех направлений / Гос. ун-т упр., Ин-т гос. упр. и права. — М.: ГУУ, 2015. — 105 с. ISBN 978-5-215-02693-9
- Ильюхов А. А. История. России. Термины и понятия: учебное пособие / А. А. Ильюхов ; М-во образования и науки Российской Федерации, Федеральное гос. бюджетное образовательное учреждение высш. образования "Гос. ун-т упр.", Ин-т гос. упр. и права. — М.: ФГБОУ ВО "Гос. ун-т упр.", 2016. — 73 с. ISBN 978-5-215-02807-0 : 500 экз.
- Ильюхов А. А. Россия в XXI веке: учебное пособие для подготовки бакалавров всех направлений / Министерство образования и науки Российской Федерации, Федеральное государственное бюджетное образовательное учреждение высшего образования "Государственный университет управления", Институт государственного управления и права. - М.: Гос. ун-т управления, 2018. — 63 с. ISBN 978-5-215-03038-7 : 500 экз.

## Награды
- Медаль «За освоение целинных земель» и другие медали;
- Знак «Отличник народного просвещения РСФСР» и другие ведомственные награды.